# Nîjni Orișnîkî, Bilohirsk
Nîjni Orișnîkî (în ucraineană Нижні Орішники) este un sat în așezarea urbană Zuia din raionul Bilohirsk, Republica Autonomă Crimeea, Ucraina.

## Demografie
Componența lingvistică a localității Nîjni Orișnîkî
     Rusă (51,01%)
     Tătară crimeeană (45,13%)
     Ucraineană (3,36%)
Conform recensământului din 2001, majoritatea populației localității Nîjni Orișnîkî era vorbitoare de rusă (51,01%), existând în minoritate și vorbitori de tătară crimeeană (45,13%) și ucraineană (3,36%).